# Hradčovice
Hradčovice település Csehországban, a Uherské Hradiště-i járásban. Hradčovice Mistřice, Popovice, Veletiny, Nedachlebice és Drslavice településekkel határos. Lakosainak száma 980 fő (2024. január 1.).

## Népesség
A település lakosságának változását az alábbi diagram mutatja:
| Lakosok száma | 760  | 978  | 1135 | 1165 | 1026 | 975  | 1021 | 1017 | 958  | 980  |
|               | 1869 | 1900 | 1921 | 1961 | 1980 | 2011 | 2016 | 2019 | 2021 | 2024 |